# Buras (Louisiane)
Buras est une census-designated place de la paroisse de Plaquemine, en Louisiane, aux États-Unis. 